# Victor Tuby
Pour les articles homonymes, voir Tuby.
Victor Tuby est un félibre et sculpteur français né le 8 juin 1888 à Cannes, mort le 31 décembre 1945 à Tulle et inhumé au cimetière du Grand Jas.

## Biographie
Victor Tuby  naît le 8 juin 1888 au château de Fouery dominant le quartier Saint-Joseph de La Bocca à Cannes. Peut-être descendant de Jean-Baptiste Tuby, sculpteur du Char du Soleil du bassin d'Apollon à Versailles, son grand-père Joseph Tuby quitte Villefranche-sur-Mer pour s'installer à La Bocca. Son père, François Tuby est conseiller municipal, avocat et exerce quai Saint-Pierre.   
Le jeune Victor Tuby est élève de l'Institut Stanislas où il passe son baccalauréat avec dispense. Après une licence en droit il s'inscrit à l'École des beaux-arts de Paris où il suit les cours de Jean-Antoine Injalbert de 1904 à 1912.
Il découvre le Félibrige durant son service militaire à Aix-en-Provence et devient dès lors le disciple inconditionnel de Frédéric Mistral. Le congrès du Félibrige, la Santo Estello, qu'il organise en 1922 à Cannes connaît un retentissement considérable. Alors que seuls les membres des familles tropéziennes peuvent tenir cette charge, il prend place en 1925, en habit d'académicien quand la tradition impose l'uniforme d'officier de marine du second empire, à la tête du corps d'élite des gardes-saint de la bravade de Saint-Tropez. Il est à l'origine de la réintroduction dans les années 1930 du costume provençal dans les processions. 
À l'occasion du centenaire de la naissance du poète en 1930, le monument, qu'il a réalisé pour la ville de Cannes en l'honneur du maître de Maillane, est inauguré au centre de l'ancien square Lord Brougham en présence de la veuve du chantre de la Provence et de nombreuses personnalités. À la demande des nombreux félibres présents (plus de six-cents), il accepte de prendre en charge la réédition du Tresor dóu Felibrige. Il compose à cette occasion une pastorale provençale jouée au casino municipal. 
Sous-lieutenant en 1914, lieutenant puis capitaine en 1915, il organise et défend, avec les 112e puis 312e régiments d'infanterie, l'observatoire du Bois-le-Prêtre dénommé depuis « Observatoire Tuby ». Gravement blessé, il reçoit la Croix de Guerre 1914-1918.
En 1919, il épouse Suzanne Clément, veuve Révillon et s'installe au Suquet, dans les murs du moulin Forville, ancien moulin à huile (un moulin « à sang ») qui appartient à sa famille et où il fonde l'Académie provençale de Cannes (Acadèmi prouvençalo de Cano). Devenu le musée Victor-Tuby, entretenu par l'association du même nom déclarée en 1993,, le moulin Forville abrite son atelier de sculpteur et d'artiste peintre mais aussi l'antique Rosengart avec laquelle l'artiste, écrivain, sculpteur, qui était également un homme de science, biologiste et humaniste, parcourait l'arrière-pays à la recherche des simples qu'il étudiait dans son laboratoire-herboristerie où il procédait aussi à l'étude des effets des radiations telluriques, mettant en pratique ses études à la faculté des sciences de Marseille.
Victor Tuby est nommé chevalier de la Légion d'honneur en 1934,. Il meurt le 31 décembre 1945 à Tulle. Il est inhumé au cimetière du Grand Jas. 
Sa carte de visite (sans date) mentionne : « Studio : Paris, 146 rue Ledru-Rollin ; Cannes Moulin Forville ; La Bocca Alpes-Maritimes Castèu dóu Fouery Avenue François Tuby ; Tuby, artiste-peintre, statuaire, président de l'Académie provençale ».
Il est également tambourinaire.

## Distinctions
- Croix de guerre 1914-1918
- Chevalier de la Légion d'honneur (1934)

## Œuvre

### Sculpture
Plusieurs œuvres de Victor Tuby sont inscrites à l'inventaire général du patrimoine culturel au titre du recensement du patrimoine balnéaire de Cannes et de la région Provence-Alpes-Côte d'Azur : 
- Monument aux morts de la guerre de 1914-1918[24] : groupe sculpté Victoire de la guerre de 1914-1918, Saint-Raphaël (1923)[25]
- Ensemble de 2 tableaux commémoratifs des morts de la guerre de 1914-1918 et de la guerre de 1939-1945, Allos (1925)[9]
- Monument à Frédéric Mistral, Cannes (1930)[11]
- Monument à Frédéric Mistral, Saint-Raphaël (1931)[26]
- Monument aux morts du Cannet 06.

### Édition
- (oc) Frédéric Mistral et Victor Tuby (dir.), Lou Tresor dóu Felibrige ou dictionnaire provençal-français embrassant les divers dialectes de la langue d'oc moderne, vol. Tome 1, partie 1, A-Coum. ; Tome 1, partie 2, Coum.-F ; Tome 2, partie 1, G-Pous. ; Tome 2, partie 2, Pous.-Z. Reproduction en fac-similé de l'édition de Paris : Delagrave, 1932, Genève ; Paris, Slatkine éd. de l'Unicorne, 1979 (ISBN 2-05-100605-9, BNF 37386890)